# ForgeRock
ForgeRock est une société privée américaine basée à San Francisco, éditrice de logiciels spécialisés dans la gestion des identités et des accès (IAM). Elle possède de nombreux bureaux dans le monde, à Bristol, Londres, Grenoble, Paris, Vancouver, Sydney, Oslo, Munich et Singapour.

## Histoire
ForgeRock a été fondée en 2010 en Norvège par d'anciens salariés de Sun à la suite de son rachat par Oracle, qui souhaitaient continuer le développement de logiciels d'IAM qui étaient en open source.
En avril 2020 Forgerock a annoncé une levée de fonds de 93,5 millions de dollars afin de poursuivre son expansion, ce qui porte le total levé par la société à 230 millions de dollars.
Avec près de 800 clients, Forgerock compte plus d'un milliard d'identités. Parmi ses clients figurent entre autres Toyota, le gouvernement de Norvège, la BBC.
En octobre 2022, ForgeRock et le fonds d'investissement Thoma Bravo tombent d'accord sur un rachat de 2,3 milliards de dollars. Après enquête des autorités anti-concurrence, le rachat est devenu effectif en août 2023, et ForgeRock a été intégré dans PingIdentity, une autre entreprise spécialisée dans l'IAM détenue par le fond.